# EPIC 204376071
EPIC 204376071 è una stella di tipo M nella costellazione dello Scorpione. Le misurazioni della parallasse da parte dell'osservatorio spaziale di Gaia collocano la stella a una distanza di circa 440 anni luce (130 parsec) dalla Terra. È probabilmente un membro dell'Associazione Scorpius-Centaurus ed è abbastanza giovane da non essere ancora diventata una stella della sequenza principale.
Gli astronomi hanno osservato insolite fluttuazioni di luce della stella, compreso un oscuramento della luminosità fino all'80% (ovvero una "vasta occultazione  dell'80% della durata di 1 giorno"). L'insolito oscuramento non solo era estremamente marcato, ma anche sostanzialmente asimmetrico, con un'uscita dall'evento di durata circa doppia dell'ingresso. Un oscuramento così insolito per EPIC 204376071 è anche più rilevante dell'oscuramento del 22% osservato per la stella di Tabby.
Sono state presentate diverse spiegazioni per questo evento della stella EPIC 204376071, come ad esempio:
1) presenza in orbita di polvere o piccole particelle;
2) "evento di accrescimento transitorio di materiale polveroso vicino al raggio di corotazione della stella".
L'insolita curva di luce della stella è simile alla curva della luce di un esopianeta candidato, KIC 10403228, che potrebbe essere stata causata da un "sistema ad anello inclinato" in orbita attorno al pianeta. Nel caso di EPIC 204376071, secondo i ricercatori, una nana bruna orbitante o un grande pianeta, con un sistema ad anelli, potrebbero causare una simile curva di luce. 

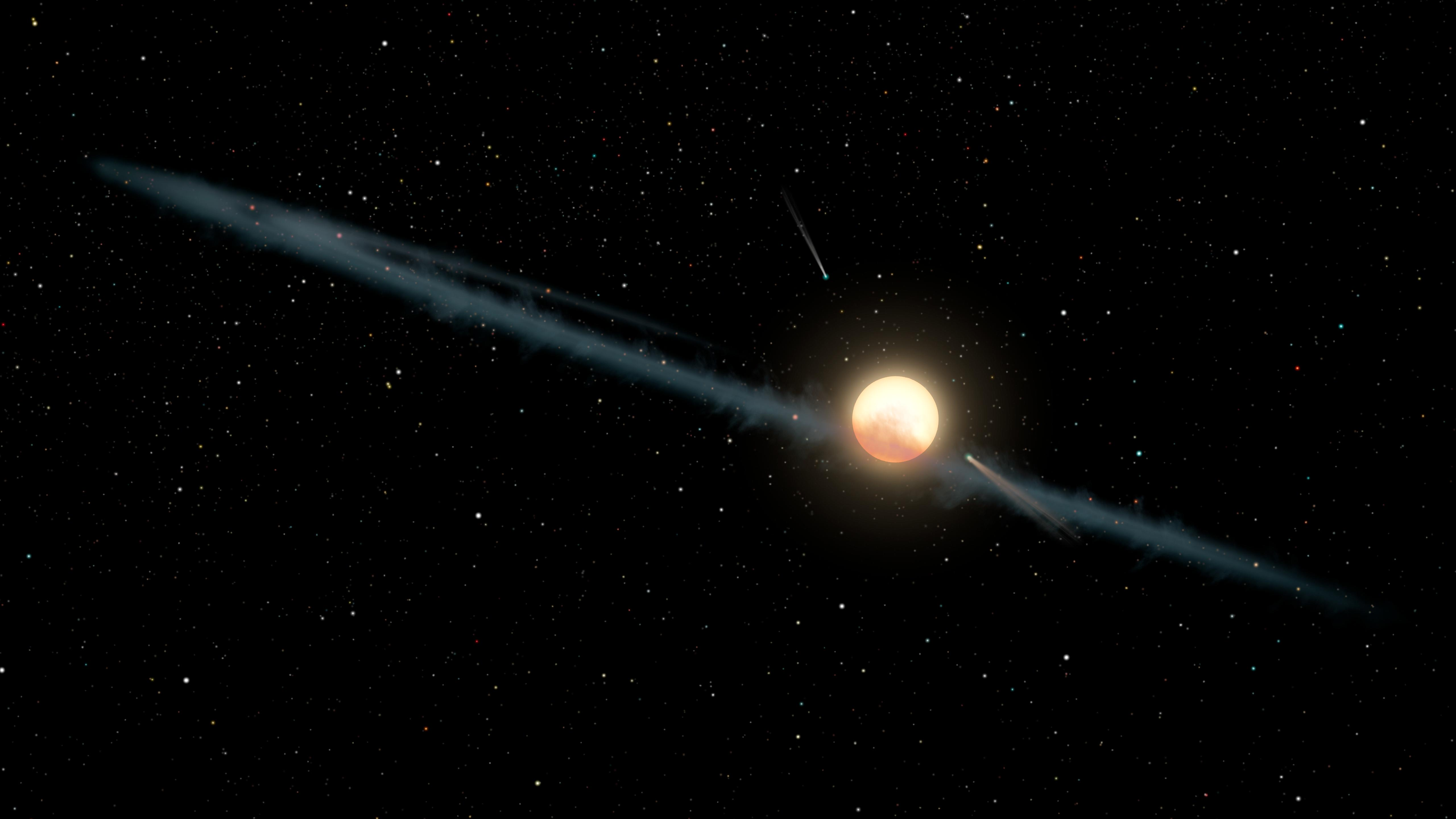
Rappresentazione artistica di polvere o piccole particelle in orbita attorno a una stella.